# Ratko Vojtek
Ratko Vojtek (Bjelovar, 1956.) hrvatski je glazbenik, multiinstrumentalist, skladatelj, dugogodišnji solist Zagrebačke filharmonije
Rođen je u Bjelovaru 1956. godine. Njegovi preci doselili su se iz Češke u Bulinac kraj Bjelovara, za vrijeme Austro-Ugarske. Diplomirao je klarinet na zagrebačkoj Glazbenoj akademiji (klasa Josipa Tonžetića) i bas klarinet na konzervatoriju Sweelinck u Amsterdamu (klasa Harryja Sparnaaya), kao stipendist Zaklade Ive Pogorelića. Debitirao je u 18. godini sa Zagrebačkom filharmonijom, svirajući Carla Maria Von Webera kao drugi klarinet u koncertu u E-duru. Postao je stalni solist na bas-klarinetu u Zagrebačkoj filharmoniji, te prvi klarinetist u Hrvatskom komornom orkestru. Okušao se u različitim žanrovima, pa se u svojoj solističkoj karijeri bavio ranom glazbom, kao i suvremenim glazbenim trendovima (Muzički biennale Zagreb), jazzom i world music. Američki glazbeni časopis „Jazz at a Glance” usporedio ga je s Keithom Jarrettom i Eddiem Palmieriem, svjetski poznatim glazbenicima klasične glazbe.
Kao najznačajniji uspjesi u njegovoj klarinetističkoj karijeri mogu se izdvojiti recital u kultnoj nizozemskoj dvorani De Iijsbreker u Amsterdamu, 40 recitala po Španjolskoj (s pianistom Ljubomirom Gašparovićem) te snimka djela „Snake Charmer” Srđana Dedića, koja je posredovanjem UNESCO-a obišla 22 svjetske radijske postaje. Mnogi su hrvatski i inozemni skladatelji svoja djela posvetili ovom glazbeniku. Snimao je brojne snimke i nastupao na mnogim hrvatskim i međunarodnim festivalima. 
Tijekom karijere surađivao je s glazbenicima raznih žanrova, od Miljenka Prohaske i Boška Petrovića preko Ive Robića, Arsena Dedića i Alfija Kabilja do Darka Rundeka.
Bio je tri puta nominiran za glazbenu nagradu Porin: za najbolju instrumentalnu izvedbu (izvan klasične i jazz glazbe) 2000. godine za „Elephant business”, za najbolju produkciju albuma klasične glazbe 2005. za "Četiri godišnja doba” i za najbolju izvedbu klasične glazbe 2016. godine za "Dick Tracy And The Mystery of a Love"
U braku je i ima kćer.

## Diskografija
- „Kroz tisućljeće hrvatske glazbe” u suradnji s Mladenom Požgajom (Orfej HRT, 1997.),
- „Elephant business” (BestMusic, 1999.)
- „Etnophonia” (Croatia Records, 1999.)
- „World Music Piano” u suradnji s Borisom Beštakom (Rocco&partneri, 2004.)
- "Koncert na orguljama" u suradnji s Rucner gudačkim kvartetom i Varaždinskim komornim orkestrom (Rocco&partneri, 2005.)
- „Jazz And Beyond” (Aquarius Records, 2015.)